# Filles de Crist Rei
L'Institut de les Filles de Crist Rei és una congregació religiosa de germanes, dedicada a l'ensenyament cristià. Les seves germanes fan servir les sigles H.C.R.

## Història
La congregació fou fundada a Granada el 26 de maig de 1876 pel prevere Josep Gras i Granollers, per tal de donar una alternativa a les escoles laiques que eren promogudes des de l'Administració pública. Literalment, segons els estatuts, l'objectiu del nou institut era "fer regnar Crist a l'individu, la família i la societa, mitjançant una educació cristiana de la infantesa i la joventut". Gras volia, igualment, que l'institut col·laborés a difondre la devoció envers Crist Rei, que ell mateix promovia als seus escrits.
El primer col·legi fou el Colegio de las Hijas de Cristo de Granada, obert el 23 de juny de 1876, amb només dues novícies. L'obra es consolidarà l'any següent, amb l'ingrés d'una nova germana, Isabel Gómez Rodríguez, que professarà el dia de Nadal de 1877 amb el nom de María Inés de Jesús. Serà aquesta qui donarà l'impuls definitiu a l'institut i començarà a treballar-ne en l'expansió.
Les primeres constitucions són aprovades per Bienvenido Monzón, arquebisbe de Granada, el 2 de juny de 1877. El Decretum Laudis data del 15 de febrer de 1898, signat per Lleó XIII, qui també signa l'aprovació el 16 d'agost de 1901. Les constitucions s'aproven el 18 de desembre de 1906, i es renovaran el 20 de novembre de 1983.

## Activitat i difusió
Les Filles de Crist Rei es dediquen a l'ensenyament de nens i joves, en escoles des del nivell de l'escola bressol, i a tasques parroquials i socials, mantenint residències universitàries, dispensaris i tallers on treballen amb grups marginats.
El 2010 la congregació té comunitats a: Albània, Argentina, Bolívia, Colòmbia, Equador, Espanya (Aguilar de la Frontera, Albuñol, Granada, Alcalá la Real, Bollullos del Condado, Madrid, Sevilla, Jaén, Benifaió, etc.) Itàlia, Perú, Senegal i Veneçuela. La casa general és a Roma.